# داغ ننگ (فیلم ۱۹۲۲)
«داغ ننگ» (انگلیسی: The Scarlet Letter (1922 film)) فیلمی در ژانر درام است.